# مركز المنشأ

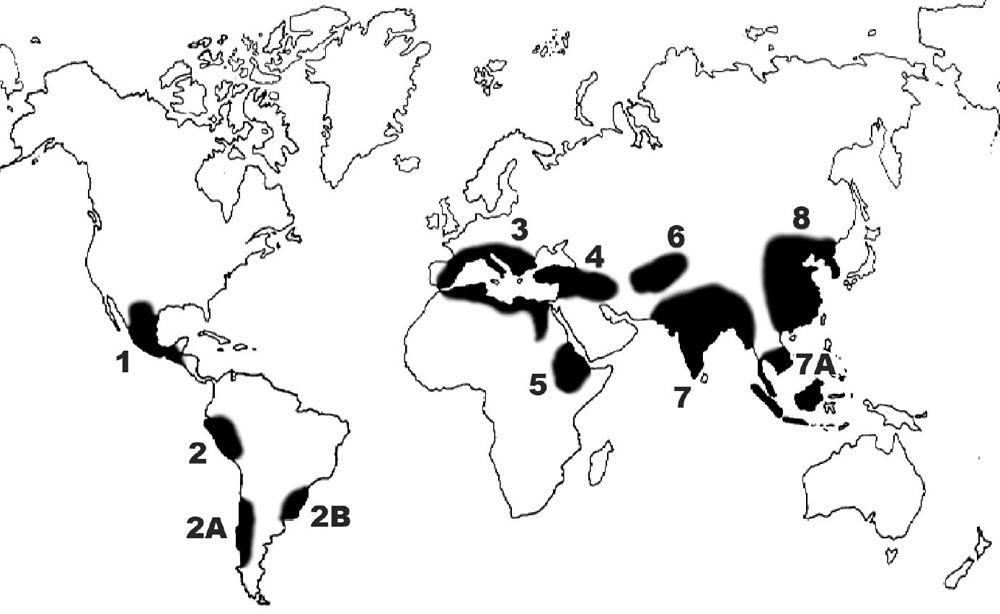

مركز المنشأ أو مركز الأصل هو منطقة جغرافية طورت فيها مجموعة من الكائنات الحية خصائصها المميزة لأول مرة سواء كانت تلك الكائنات مستأنسة أو برية. وتعتبر أيضا مراكز التنوع. تم تحديد مراكز المنشأ لأول مرة في عام 1924 من قبل نيكولاي فافيلوف.

## النباتات
يعد تحديد منشأ نباتات المحاصيل أمرًا أساسيًا لتربية النباتات. يسمح هذا للمرء بتحديد موقع الأنواع المتقاربة البرية والأنواع ذات الصلة والجينات الجديدة (خاصة الجينات السائدة، والتي قد توفر مقاومة للأمراض). إن معرفة منشأ نباتات المحاصيل أمر مهم لتجنب التآكل الجيني، وفقدان البلازما الجرثومية بسبب فقدان الأنماط البيئية والتربة، وفقدان الموائل (مثل الغابات المطيرة)، وزيادة التحضر. يتم الحفاظ على البلازما الجرثومية من خلال بنوك الجينات (مجموعات البذور إلى حد كبير ولكن الآن أقسام الساق المجمدة) والحفاظ على الموائل الطبيعية (خاصة في مراكز المنشأ).

## مراكز فافيلوف
مركز فافيلوف (للتنوع) هو منطقة من العالم أشار إليها نيكولاي فافيلوف لأول مرة لتكون مركزًا أصليًا لتوطين النباتات. بالنسبة لنباتات المحاصيل، حدد نيكولاي فافيلوف أعدادًا مختلفة من المراكز: ثلاثة في عام 1924، وخمسة في عام 1926، وستة في عام 1929، وسبعة في عام 1931، وثمانية في عام 1935، وخفضت إلى سبعة مرة أخرى في عام 1940.
جادل فافيلوف بأن النباتات لم يتم تدجينها في مكان ما من العالم بشكل عشوائي، ولكن كانت هناك مناطق بدأ فيها التدجين.
مراكز فافيلوف هي المناطق التي يمكن العثور فيها على تنوع كبير من الأقارب البرية للمحاصيل، والتي تمثل الأقارب الطبيعيين لنباتات المحاصيل المستأنسة. في وقت لاحق من عام 1935، قام فافيلوف بتقسيم المراكز إلى 12 وهي كالتالي:
1. المركز الصيني
2. المركز الهندي
3. المركز الهندي الماليزي
4. المركز الوسط الآسيوي
5. المركز الفارسي
6. مركز البحر الأبيض المتوسط
7. المركز الحبشي
8. مركز أمريكا الجنوبية
9. مركز أمريكا الوسطى
10. المركز التشيلي
11. المركز البرازيلي - الباراغواياني
12. مركز أمريكا الشمالية